# ميكاليس ميخائيل
ميكاليس ميخائيل (27 أبريل 1987 بلارنكا في قبرص - ) هو لاعب كرة قدم قبرصي في مركز الدفاع. شارك مع منتخب قبرص تحت 21 سنة لكرة القدم. أما مع النوادي، فقد لعب مع نادي أيك لارنكا وOmonia Aradippou ‏ وASIL Lysi ‏.

## وصلات خارجية
- ميكاليس ميخائيل على موقع قاعدة بيانات كرة القدم.إي يو (الإنجليزية)